# 豊浦美子
豊浦 美子（とようら よしこ、1943年8月9日 - ）は、東京都出身の元女優。

## 略歴
3人姉妹の長女で、頌栄女子学院高等学校卒業後、デパートに勤めていたが、1963年、黒澤明作品の『赤ひげ』における加山雄三の相手役候補として推薦され、東宝の養成所に入る。東宝ニュータレント第5期生で同期に前田美波里、水沢有美らがいた。
本名の豊浦美子でテレビ映画の青春学園シリーズ『青春とはなんだ』でデビュー。メインの女子高生・山下順子役で松井勝子役の岡田可愛と共に人気を二分する。同シリーズの続篇である『これが青春だ』にも連続して出演するが、『青春とはなんだ』終了時にはすでに23歳だったため、卒業生として前作に引き続き寺田農の恋人役としての出演だった。
1967年に円谷プロダクションの『ウルトラセブン』のアンヌ隊員役として出演が決まり撮影にも入っていたが、急遽、映画『クレージーの怪盗ジバコ』のヒロインとして、同作品監督の坪島孝の指名によって出演することとなり、当時の風潮として「本篇」と呼ばれていた映画への出演を優先し降板した。
1996年から翌97年まで放映されていた笑福亭鶴瓶司会の『完全特捜宣言!あなたに逢いたい!』（テレビ朝日）に『青春とはなんだ』の夏木陽介の希望により、一緒に出演していた藤山陽子・木村豊幸と共に（『あなたに逢いたい!』の）スタジオに登場。夏木とともに出迎えた岡田可愛・矢野間啓治・樋浦勉・関戸純方・藤木悠らとラグビーボールに記念のサインをしたり、思い出話に花を咲かせたりした。
現在は西宮市在住で、2015年4月11日には神戸市灘区で行われた市民講座「灘大学」のトークイベントに出演し、ひし美ゆり子との「2人のアンヌ隊員」の共演が実現した。豊浦は「当時は映画を優先するのが当然でアンヌを降板したが、年月と共にテレビが主流となりウルトラセブンに出演していたら自分の女優人生が変わっていたかも知れない」と複雑な心境も見せた。

## 出演

### 映画
- 若い娘がいっぱい（1966年4月3日、東宝）  - こずえ
- 狸の休日（1966年10月22日、東宝） - 競輪場のアナウンサー
- これが青春だ!（1966年12月17日、宝塚映画） - 野村美子
- 坊ちゃん社員 青春は俺のものだ!（1967年4月1日、東宝）
- クレージーだよ天下無敵（1967年1月14日、東宝＝渡辺プロ）[注釈 2]
- クレージー黄金作戦（1967年4月29日、東宝＝渡辺プロ） - 梅丸
- 坊ちゃん社員 青春でつっ走れ!（1967年5月20日、東宝）  - 雅子
- 爆笑野郎 大事件（1967年10月18日、東宝）  - 花井洋子
- クレージーの怪盗ジバコ（1967年10月28日、東宝＝渡辺プロ）  - 眉田洋子
- クレージーメキシコ大作戦（1968年4月27日、東宝＝渡辺プロ）  - 大学病院看護婦
- 連合艦隊司令長官 山本五十六（1968年8月14日、東宝） - 芸者
- 空想天国（1968年8月14日、東宝＝渡辺プロ） - 民子(社長令嬢)
- 兄貴の恋人（1968年9月7日、東宝） - 西田京子
- 水戸黄門漫遊記（1969年11月1日、東宝） - 浜千鳥
- 続・社長えんま帖（1969年5月17日、東宝） - 桃子
- 野獣の復活（1969年12月6日、東宝） - ホステス

### テレビドラマ
- 青春とはなんだ（1965年 - 1966年、日本テレビ） - 山下順子（森山高校生）
- これが青春だ （1966年 - 1967年、日本テレビ） - みどり
- 春らんまん（1967年、フジテレビ）
- でっかい青春 第39話「花のいのち」（1968年9月22日、日本テレビ） - 海東病院の看護婦
- 東京バイパス指令（1968年 - 1970年、日本テレビ）第10話「ゆがんだ青春」
- 仇討ち　第16話「仇討選手」（1969年1月15日、TBS） - お静
- 夫よ男よ強くなれ 第25回「あなたも蒸発するの!!」（1970年3月19日、NET）